# Eugenia moritziana
Eugenia moritziana är en myrtenväxtart som beskrevs av Gustav Karl Wilhelm Hermann Karsten. Eugenia moritziana ingår i släktet Eugenia och familjen myrtenväxter.
Artens utbredningsområde är Venezuela. Inga underarter finns listade i Catalogue of Life.